# 馬氏南鰍
馬氏南鰍（學名：Schistura mahnerti）為輻鰭魚綱鯉形目條鰍科南鰍屬的其中一種。分布於亞洲泰國薩爾溫江流域，本魚體延長，口下位，具觸鬚3對，腹部平坦，體側具17條深色橫帶，隨著魚的成熟，魚鰭可能會呈現微紅色。，體長可達6.4公分，棲息在河川底層水域，屬肉食性，以蚊子幼蟲、紅蟲和小昆蟲為食，可做為觀賞魚，在單獨飼養或少量飼養時可能具有攻擊性。當給定適當的水條件和更大的同種群時，它的行為會穩定下來。增加水的流動和通氣將有助於保持這種魚的健康。

## 扩展阅读
維基物種上的相關：馬氏南鰍